# Аралбай (Башкортостан)
Аралбай (баш. Аралбай) — деревня в Кугарчинском районе Республики Башкортостан Российской Федерации. Входит в состав Зареченского сельсовета.

## Топоним
Прежние названия: деревня Аралбаева, по имени юртового старшины Аралбая Яманаева (1747—1812); затем Аралбаево.

## География
Стоит на левом берегу реки Яныши (приток реки Иртюбяк).

### Географическое положение
Расстояние до:
- районного центра (Мраково): 16 км,
- центра сельсовета (Воскресенское): 12 км,
- ближайшей ж/д станции (Мелеуз): 68 км.

## История
Основана в 1775 году юртовым старшиной Аралбаем Яманаевым (1747—1812). Все его сыновья несли службу: старший сын Ишкузя сменил отца на посту юртового старшины, второй сын Каракузя был есаулом, третий Ишмурза — походным сотником, а младшие — Мухаметшариф, Хасан и Мухаметша несли службу в качестве рядовых казаков.
Входила деревня в состав Бушман-Суун-Каракипчакской волости.
Современная деревня Аралбай образована в 2002 году путём объединения деревни Аралбаево и хутора Аралбаевский, с исключением из учётных данных деревни и хутора.

## Население
| 1920 | 2002 | 2009 | 2010 |
| ---- | ---- | ---- | ---- |
| 242  | ↘105 | ↗123 | ↘109 |

### Историческая численность населения
К началу XIX века в деревне было 20 дворов, проживали 74 мужчины и 66 женщин. В 1920 году в 54 дворах жили 242 человека.

## Инфраструктура
Личное подсобное хозяйство с зоной сельскохозяйственного использования, индивидуальная застройка усадебного типа.
Основа экономики — сельское хозяйство.
ФАП.

## Памятные места, достопримечательности
Обелиск участникам Великой Отечественной войны 1941—1945 годов.

## Транспорт
Деревня доступна автотранспортом по просёлочной дороге из деревни Давлетшинский.